# 両神温泉
両神温泉（りょうかみおんせん）は、埼玉県秩父郡小鹿野町にある温泉。四阿屋山の山麓で湧出している。

## 泉質
- アルカリ性単純冷鉱泉
  - 泉温　24℃

## 温泉街
温泉街は存在しない。四阿屋山の山麓に、日帰り入浴施設「道の駅両神温泉薬師の湯」と日帰り入浴も扱う国民宿舎「両神荘」が存在する。
「道の駅両神温泉薬師の湯」では、秩父名物のしゃくし菜漬を販売している。

## 歴史
- 1975年（昭和50年）- 開湯。国民宿舎「両神荘」が開業。
- 1999年（平成11年）- 「道の駅両神温泉薬師の湯」が開業。

## アクセス
- 西武鉄道・西武池袋線西武秩父駅よりバスで50分。
- 関越自動車道花園ICより寄居皆野有料道路、皆野秩父バイパス経由、車で60分。